# 埃爾比勒省
埃爾比勒省（阿拉米語：ܐܪܒܝܠ；庫爾德語：Hewlêr；阿拉伯语：‎），是伊拉克的一個省，位於該國北部。首府埃爾比勒。
面積14,428平方公里，2001年估計人口1,134,300。以庫爾德人為多数，亞述人、阿拉伯人、土庫曼人次之。其中亚述人信仰东方礼的基督教，讲新亚述语（现代阿拉米语的方言）。
傳統經濟以農業為主，也有石油，但在前總統海珊與庫爾德人的衝突中大受破壞。在聯合國制裁時期走私成為重要的經濟活動。
2004年8月，約3000名韓國士兵被派到當地執行維持和平及重建任務。

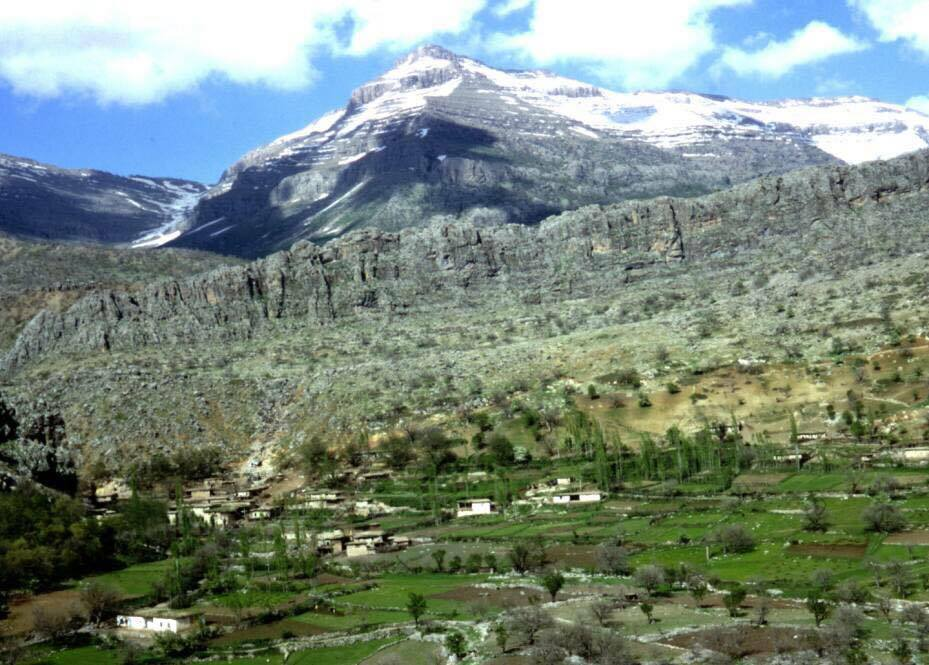
在彭德罗 (1968)